# Bryan Redpath
Bryan Redpath (Galashiels, 2 luglio 1971) è un ex rugbista a 15 e allenatore di rugby scozzese; da giocatore rivestiva il ruolo di mediano di mischia.
Ha indossato la maglia della Nazionale scozzese per la prima volta il 20 novembre 1993 contro la Nuova Zelanda (51-15 per i neozelandesi).

Ultima presenza con la nazionale l'8 novembre 2003 contro l'Australia (33-16 per gli australiani).
Nel 1999 ha vinto con la Scozia il torneo Cinque Nazioni.

## Statistiche
- Presenze in nazionale scozzese (CAP): 60.
- Punti segnati con la nazionale scozzese: 5 (1 meta).
- Cinque Nazioni disputati: 1994, 1995, 1996, 1997 e 1999.
- Sei Nazioni disputati: 2000, 2001, 2002 e 2003.
- Mondiali disputati: 1995, 1999 e 2003.